# 도치기 방송

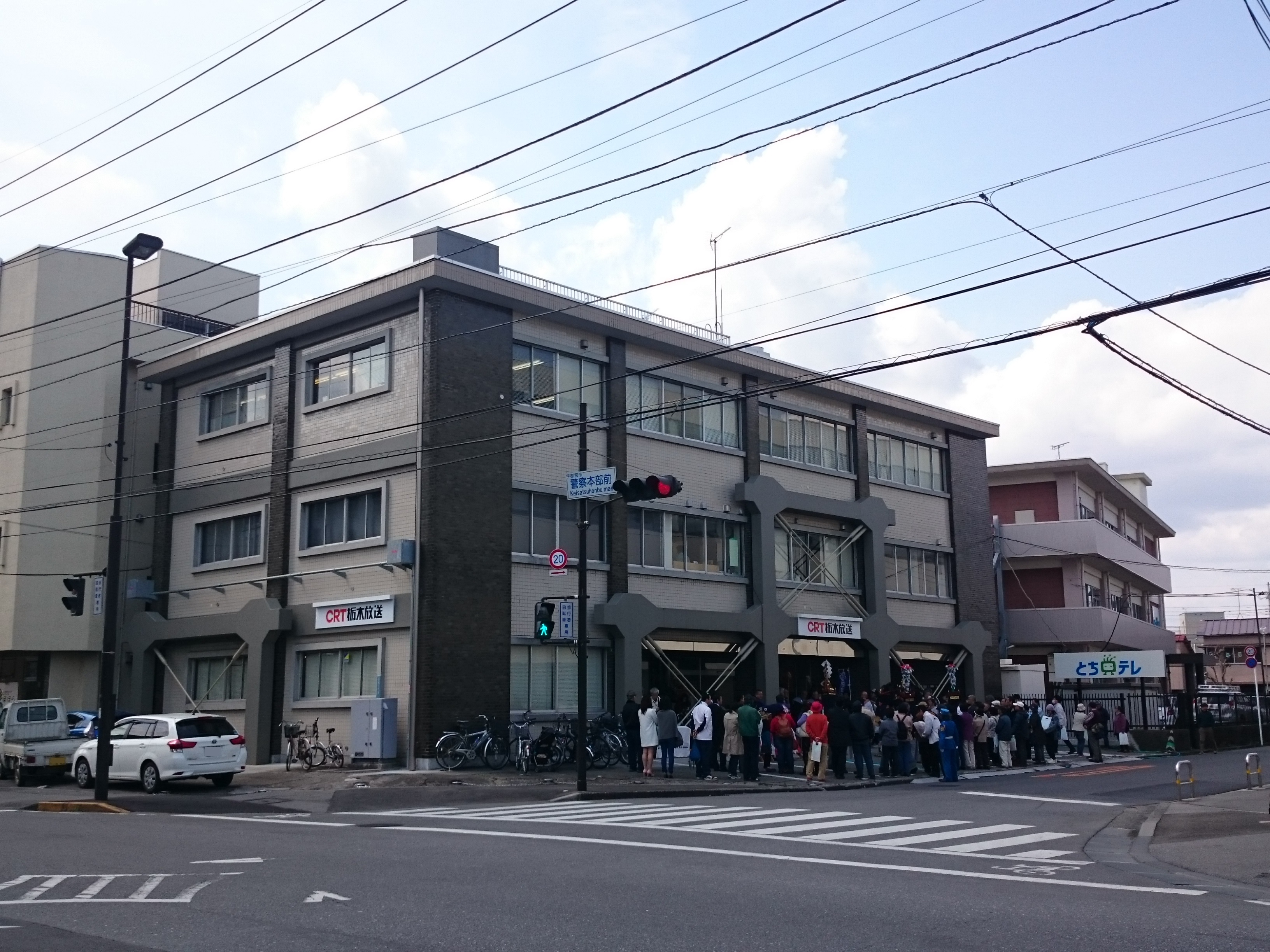

도치기 방송(일본어: 栃木放送)은 1963년 4월 1일 도치기현의 중파라디오 방송국으로 개국했다.
약칭은 "Company Radio Tochigi"라는 영어회사명에서 따온 CRT, 콜사인은 JOXF이다.

## 연혁
- 1962년 7월 - 예비 면허 할당
- 1962년 9월 29일 - 주식회사 라디오도치기 설립
- 1963년 4월 1일 - 방송국 개국, 본방송 개시(우츠노미야 방송국·주파수 1530KC, 출력 1kW)
- 1963년 5월 - 현역 텔레비전 방송 면허 신청
- 1964년 12월 24일 - 나스 방송국 개국(주파수 1560KC, 출력 100W)
- 1969년 6월 1일 - 주식회사 도치기방송으로 회사명 변경
- 1973년 5월 10일 - 아시카가시에 아시카가 방송국 개국(주파수 1060KC, 출력 100W)
- 1976년 - 우츠노미야 방송국 출력을 5kw로 증강
- 1978년 11월 23일 - ITU(국제 전기통신 연합)의 결정에 의해 주파수 간격이 9Kz로 결정되어 아시카가 방송국을 1062kHz, 나스 방송국 주파수를 1485kHz로 변경(우츠노미야국 1530 kHz는 변경 없음)
- 1987년 - 도치기현 북부 수신 상황 개선을 위해 나스 방송국의 주파수를 864kHz, 출력 1kW로 변경
- 1996년 10월 - 현역 텔레비전 방송 면허 신청 철회
- 1997년 - 현역텔레비전 방송국 「도치기 TV」설립시 자본 참가(99년 4월 개국)
- 2011년 3월 11일 - 동일본대지진 재해 정보 및 생활 정보를 3월 20일까지 계획정파없이 24시간 동안 방송.
- 2017년 12월 28일 - 우츠노미야 FM 보완중계국 개국.
- 2018년 8월 1일 - 아시카가 FM 보완중계국과 쿠즈 FM 보완중계국이 개국.

## 주파수
| 방송국·중계국            | 콜사인 | 주파수  | 출력 |
| ------------------------ | ------ | ------- | ---- |
| 우츠노미야 방송국        | JOXF   | 1530kHz | 5kW  |
| 우츠노미야 FM 보완중계국 | -      | 94.1MHz | 1kW  |
| 아시카가 방송국          | JOXM   | 1062kHz | 100W |
| 아시카가 FM 보완중계국   | -      | 91.1MHz | 20W  |
| 나스 방송국              | JOXN   | 864kHz  | 1kW  |
| 쿠즈 FM 보완중계국       | -      | 93.4MHz | 10W  |
| 이마이치 FM 보완중계국   | -      | 93.4MHz | 3W   |
| 시오바라 FM 보완중계국   | -      | 93.4MHz | 1W   |

## 도치기현에 있는 다른 텔레비전·라디오 방송국
- NHK 우쓰노미야 방송국
- 도치기 TV(GYT)(독립 텔레비전 방송국)
- FM도치기(JFN 계열)